# نیلز بیورکلوف
نیلز بیورکلوف (انگلیسی: Nils Björklöf; ۱۳ آوریل ۱۹۲۱ – ۱۶ سپتامبر ۱۹۸۷) قایقران کایاک، و قایقران کانو اهل فنلاند بود.